# Tsjechisch Open 2010
Het Tsjechisch Open was een golftoernooi van de Europese PGA Tour. In 2010 werd het gespeeld van 19-22 augustus, wederom op de baan van het Prosper Golf Resort. Winnaar werd Peter Hanson, die in de play-off Peter Lawrie en Gary Boyd van zich af hield.
Het Tsjechisch Open werd in 1997 gestopt. In 2008 maakte het deel uit van de Alps Tour en in 2009 kwam het toernooi terug op de Europese Tour. Oskar Henningsson behaalde toen zijn eerste tour-overwinning. Hij had enkele maanden eerder de Final Stage op de Tourschool gewonnen en werd de derde Tourschool-winnaar die in zijn rookiejaar een toernooi won, na Gordon Brand Jr. en José María Olazabal.

## De baan
In het afgelopen jaar heeft de club twee holes veranderd, hole 15 en hole 16, waar nu een eiland-green is. De baan is mede ontworpen door Miguel Ángel Jiménez, die deze week mee doet. Hij staat op dit moment in het Ryder Cup team opgesteld op de 8ste van de 9 plaatsen die op basis van de rangorde worden afgedwongen. De laatste drie plaatsen zijn wildcards. Het kan dus belangrijk zijn dat hij deze en volgende week genoeg bijverdient dat hij niet door iemand anders wordt ingehaald.

## Verslag

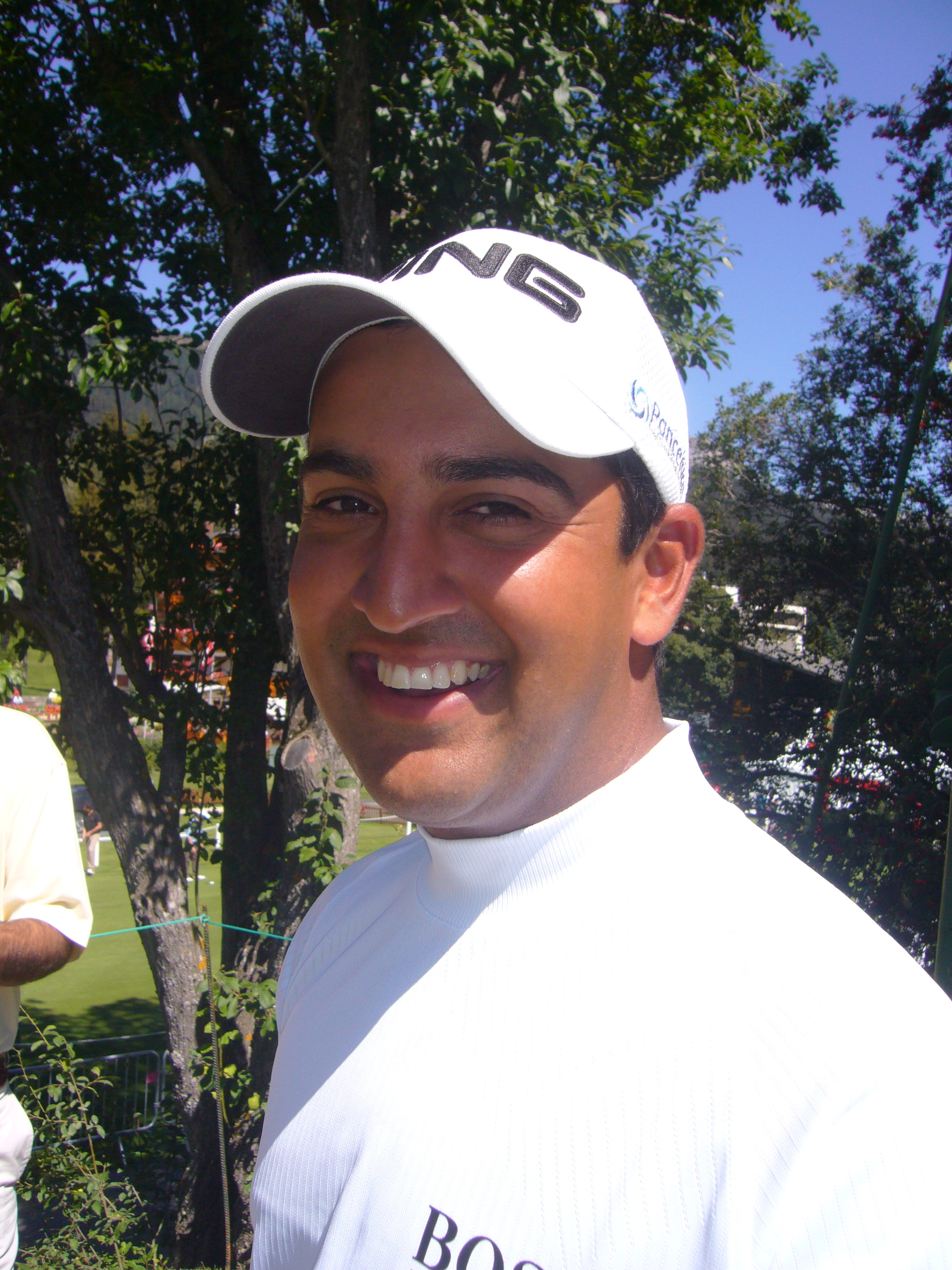
Shiv Kapur, een droomstart

Nog twee toernooien en dan staat vast wie zich in het Ryder Cup team zitten. Het zou Simon Dyson kunnen zijn, hij staat nu als 16de Europeaan op de wereldranglijst, maar dan moet hij deze week winnen. Een van zijn concurrenten is Ross McGowan, die deze zomer last van zijn schouder en pols had, en enkele toernooien heeft moeten overslaan. Ook Peter Hanson geeft zichzelf nog een kans, hij is deze week goed begonnen.
Voor de broers Edoardo en Francesco Molinari is het spannend, zij hebben een vrije week ingelast om het hoger genoteerde Schots Open volgende week op Gleneagles te spelen.

#### Ronde 1
Shiv Kapur startte vanochtend om 7:20 uur en had een droomstart, na een par op de eerste hole maakte hij zes birdies. In de rest van de ronde maakte hij nog twee birdies en twee bogeys; voorlopig is hij clubhouse leader op -6. Lang leek het erop dat Carranza hem zou kunnen inhalen, totdat deze met een dubbelbogey eindigde op -3 en naar de 6de plaats afzakte.

#### Ronde 2
14:00 uur: De leiding wordt nu gedeeld door twee Zweden: Peter Hanson en Fredrik Widmark. Nicolas Colsaerts heeft een mooie ronde van 65 gemaakt waardoor hij naar een gedeeld derde plaats is gestegen. Mocht Hanson winnen dan maakt hij ook kans op een plaats in het Ryder Cup team, net als Simon Dyson.

#### Ronde 3
Peter Hanson is mooi uitgelopen en heeft als leider een voorsprong van vier slagen opgebouwd. Hij wordt op achtervolgd door Simon Dyson, die vandaag ook 67 maakte en nu met Miguel Ángel Jiménez de tweede plaats deelt op -8.

#### Ronde 4
Peter Hanson maakte in de eerste vier holes drie bogeys en dreigde zijn voorsprong te verliezen terwijl Lawrie bezig was aan een mooie ronde van 66. Ze eindigde beiden op -10, net als Gary Boyd, die na negen holes al op -5 stond. De play-off werd op hole 18 gespeeld, een par-4. Ze maakten allen een par en moesten weer terug naar de tee. Boyd en Lawrie gebruikten nu geen driver, Hanson wel. Boyd en Lawrie hadden nog ruim 150 meter naar de pin. Beiden maakten par. Hanson had nog geen 130 meter te gaan en sloeg hem op vijf meter van de pin. Hij maakte de birdieputt en won het toernooi.

Maarten Lafeber eindigde in de top 10.
| Nr  | Naam                  | R1 | Score | Nr   | R2 | Score | Totaal | Nr   | R3 | Score | Totaal | Nr  | R4 | Score | Totaal |
| --- | --------------------- | -- | ----- | ---- | -- | ----- | ------ | ---- | -- | ----- | ------ | --- | -- | ----- | ------ |
| 1   | Peter Hanson          | 67 | -5    | T2   | 70 | -2    | -7     | T1   | 67 | -5    | -12    | 1   | 74 | +2    | -10    |
| T2  | Peter Lawrie          | 70 | -2    | T11  | 68 | -4    | -6     | T3   | 74 | +2    | -4     | T13 | 66 | -6    | -10    |
| T2  | Gary Boyd             | 72 | par   | T34  | 70 | -2    | -2     | T21  | 68 | -4    | -6     | T5  | 68 | -4    | -10    |
| T5  | Simon Dyson           | 70 | -2    | T11  | 69 | -3    | -5     | T7   | 69 | -3    | -8     | T2  | 69 | -3    | -9     |
| T5  | Julien Guerrier       | 68 | -4    | T4   | 72 | par   | -4     | T14  | 71 | -1    | -5     | T9  | 69 | -3    | -8     |
| T7  | Miguel Ángel Jiménez  | 71 | -1    | T14  | 70 | -2    | -3     | T18  | 67 | -5    | -8     | T2  | 73 | +1    | -7     |
| T7  | Fredrik Andersson Hed | 70 | -2    | T11  | 68 | -4    | -6     | T3   | 73 | +1    | -5     | T9  | 70 | -2    | -7     |
| T9  | Tano Goya             | 67 | -5    | T2   | 72 | par   | -5     | T7   | 74 | +2    | -3     | T16 | 69 | -3    | -6     |
| T9  | Maarten Lafeber       | 72 | par   | T34  | 72 | par   | par    | T43  | 70 | -2    | -2     | T20 | 68 | -4    | -6     |
| T11 | Richard Bland         | 68 | -4    | T4   | 71 | -1    | -5     | T7   | 71 | -1    | -6     | T5  | 73 | +1    | -5     |
| T13 | Phillip Price         | 70 | -2    | T11  | 70 | -2    | -4     | T14  | 69 | -3    | -7     | 4   | 75 | +3    | -4     |
| T20 | Nicolas Colsaerts     | 73 | +1    | T52  | 65 | -7    | -6     | T3   | 72 | par   | -6     | T5  | 76 | +4    | -2     |
| T29 | Shiv Kapur            | 66 | -6    | 1    | 74 | +2    | -4     | T14  | 71 | -1    | -5     | T9  | 77 | +5    | par    |
| T35 | Clodomiro Carranza    | 69 | -3    | T6   | 69 | -3    | -6     | T3   | 76 | +4    | -2     | T20 | 75 | +3    | +1     |
| T35 | Fredrik Widmark       | 70 | -2    | T11  | 67 | -5    | -7     | T1   | 74 | +2    | -5     | T9  | 78 | +6    | +1     |
|     | Robert-Jan Derksen    | 76 | +4    | T109 | 77 | +5    | +9     | T123 | MC |       |        |     |    |       |        |

- Volledige uitslag

## De spelers
De 19-jarige Tommy Fleetwood heeft aangekondigd hier zijn eerste toernooi als professional spelen.
| - Felipe Aguilar - Fredrik Andersson Hed - Phillip Archer - Sion E. Bebb - Thomas Bjørn - Richard Bland - Gary Boyd - Markus Brier - Paul Broadhurst - Mark Brown - Andrew Butterfield - Rafael Cabrera Bello - François Calmels - Ariel Cañete - Alejandro Cañizares - Emanuele Canonica - Clodomiro Carranza - Christian Cévaër - S S P Chowrasia - Gary Clark - Darren Clarke - George Coetzee - Robert Coles - Nicolas Colsaerts - Andrew Coltart - Rhys Davies - Robert-Jan Derksen - Robert Dinwiddie - David Dixon - Stephen Dodd - Jamie Donaldson - Nick Dougherty - Bradley Dredge - Scott Drummond - David Drysdale - Victor Dubuisson - Simon Dyson - Pelle Edberg - Jamie Elson - Martin Erlandsson | - Niclas Fasth - Gonzalo Fernández-Castaño - Kenneth Ferrie - Richard Finch - Ross Fisher - Oliver Fisher - Tommy Fleetwood - Alastair Forsyth - Mark Foster - Stephen Gallacher - Sebi Garcia - Ignacio Garrido - Jean-Baptiste Gonnet - Tano Goya - Stephan Gross Jr. - Julien Guerrier - Mark F Haastrup - Anton Haig - Søren Hansen - Peter Hanson - Benjamin Hebert - Scott Hend - Oskar Henningsson - Michael Hoey - Keith Horne - David Howell - Jeppe Huldahl - Sam Hutsby - Steven Jeppesen - Miguel Ángel Jiménez - Eirik Tage Johansen - Roope Kakko - James Kamte - Anthony Kang - Shiv Kapur - James Kingston - Rick Kulacz - Maarten Lafeber - José Manuel Lara - Peter Lawrie - Paul Lawrie | - Danny Lee - Thomas Levet - José-Filipe Lima - Sam Little - Gary Lockerbie - Jonathan Lomas - Michaël Lorenzo-Vera - Shane Lowry - Mikael Lundberg - David Lynn - Prayad Marksaeng - Pablo Martín - Jurgen Maurer - Gareth Maybin - Andrew McArthur - Richard McEvoy - Paul McGinley - Ross McGowan - Damien McGrane - James Morrison - Gary Murphy - Christian Nilsson - Chapchai Nirat - Henrik Nyström - Steven O'Hara - Fredrik Ohlsson - Gary Orr - Hennie Otto - John Parry - Phillip Price - Julien Quesne - Richie Ramsay - Robert Rock - Carlos Rodiles - Marco Ruiz - Brett Rumford - James Ruth - Jarmo Sandelin - Patrik Sjöland - Lee Slattery - Graeme Storm | - Sven Strüver - Carl Suneson - Peter Svajlen - Alessandro Tadini - Andrew Tampion - Simon Thornton - Miles Tunnicliff - Daniel Vancsik - Anthony Wall - Paul Waring - Marc Warren - Steve Webster - Peter Whiteford - Martin Wiegele - Danny Willett - Chris Wood - Fabrizio Zanotti - Ondrej Lebl - Marek Novy - Viktor Skalle - Petr Skopovy - Jiri Stryncl - Petr Zima Jr - Martin Rudecký - Jiří Štryncl - Lukáš Tintěra - Petr Gal Jr - Stanislav Matus (Prosper GC) - Filip Mruzek - Martin Prihoda - Peter Švajlen - Jan Ryba - Jakub Svarc |